# جوزيف إي. مولر
جوزيف إي. مولر (بالإنجليزية: Joseph E. Muller)‏ هو عسكري أمريكي، ولد في 23 يونيو 1908 في هوليوك في الولايات المتحدة، وتوفي في 16 مايو 1945 في جزيرة أوكيناوا في اليابان.